# مابل بوتير داغت
مابل بوتير داغت (بالإنجليزية: Mabel Potter Daggett)‏ هي كاتِبة وصحفية وسفرجات ومؤلفة أمريكية، ولدت في 1870 في سيراكيوز في الولايات المتحدة، وتوفيت في 13 نوفمبر 1927.